# Корнойбург (округ)
Корнейбург (нем. Bezirk Korneuburg) — округ в Австрии. Центр округа — город Корнейбург. Округ входит в федеральную землю Нижняя Австрия. Занимает площадь 626,50 км². Население 67 981 чел. Плотность населения 109 чел/км².
Официальный код округа AT126.

## Общины
1. Бизамберг
2. Гросмугль
3. Гросрусбах
4. Зирндорф
5. Корнойбург
6. Лайтцерсдорф
7. Лангенцерсдорф
8. Леобендорф
9. Нидерхоллабрунн
10. Оберхаутценталь
11. Русбах
12. Хагенбрунн
13. Хармансдорф
14. Хауслайтен
15. Шпиллерн
16. Штеттельдорф-ам-Ваграм
17. Штеттен
18. Штоккерау
19. Энцерсфельд
20. Эрнстбрунн